# Anyphaena pugil
Anyphaena pugil là một loài nhện trong họ Anyphaenidae.
Loài này thuộc chi Anyphaena. Anyphaena pugil được Ferdinand Karsch miêu tả năm 1879.